# Сергієво (Тотемський район)
Сергі́єво (рос. Сергеево) — присілок у складі Тотемського району Вологодської області, Росія. Входить до складу Калінінського сільського поселення.

## Населення
Населення — 21 особа (2010; 20 у 2002).
Національний склад (станом на 2002 рік):
- росіяни — 95 %